# Microledrida fuscata
Microledrida fuscata är en insektsart som beskrevs av Van Duzee 1914. Microledrida fuscata ingår i släktet Microledrida och familjen kilstritar. Inga underarter finns listade i Catalogue of Life.